# Porcia (Schwester Catos)
Porcia (gestorben 45 v. Chr.) war eine römische Aristokratin inmitten der Krise der späten Römischen Republik und der römischen Bürgerkriege. Sie war die Schwester des römischen Staatsmanns Marcus Porcius Cato („der Jüngere“) und die Frau des Lucius Domitius Ahenobarbus.
Porcia war die Tochter der Livia und des Marcus Porcius Cato Salonianus und entstammte somit den wichtigen römischen Geschlechtern der Livier und der Porcier, genauer der Familie des berühmten Senators Marcus Porcius Cato Censorius („Cato der Ältere“), der ihr Urgroßvater war. Die Ehe ihrer Eltern war um 98 v. Chr. geschlossen worden. Sie hatte einen (jüngeren?) Bruder, den 95 v. Chr. geborenen Marcus Porcius Cato, sowie aus der ersten Ehe der Mutter mit Quintus Servilius Caepio die Halbgeschwister Servilia, Servilia Caepionis und Quintus Servilius Caepio. Ihre Eltern starben beide, als sie noch ein Kind war. Porcia und ihr Bruder Cato wurden dann als Vollwaisen zunächst im Haus ihres Onkels Marcus Livius Drusus (Livias Bruder) und dessen Gattin Cornelia erzogen. 91 v. Chr. wurde Livius ermordet, weil er sich für das römische Bürgerrecht für die Bundesgenossen eingesetzt hatte. Dieser Mord war ein Mitauslöser des Bundesgenossenkriegs.
Porcia heiratete später den Senator Lucius Domitius Ahenobarbus. Domitius war, wie Porcias Bruder Cato und auch der berühmte Redner Marcus Tullius Cicero, ein entschiedener Anhänger der Optimaten, die die republikanische Staatsform und die Macht der römischen Senatsaristokratie erhalten wollten. Als führender Politiker der Optimaten gelangte er 54 v. Chr. zum Konsulat. Er war ein Feind des popularen Politikers Gaius Iulius Caesar, von dessen Truppen er schließlich nach der Schlacht von Pharsalos 48 v. Chr. erschlagen wurde.
Auch wenn Porcias eigene Rolle innerhalb der Kreise der Optimaten aus den erhaltenen Quellen nicht zu ersehen ist, wird ihre Bedeutung als Schwester Catos und Ehefrau des Domitius doch darin sichtbar, dass drei Lobreden auf sie gehalten wurden: eine von Cicero, eine von Varro und eine von einem gewissen Lollius, dessen Identität aber unbekannt ist. Diejenige von Cicero, eine Trauerrede, stammt aus dem Sommer des Jahres 45 v. Chr., was auf ihr Todesdatum verweist.
Lucius Domitius Ahenobarbus und Porcia hatten zwei Söhne. Gnaeus Domitius Ahenobarbus trat das Erbe seines Vaters an, kämpfte weiter gegen Caesar und dessen Nachfolger Octavian und wurde 32 v. Chr. Konsul. Der andere Sohn, Sextus Atilius Serranus, wurde aus unbekannten Gründen von einem Mann namens Atilius Serranus adoptiert.